# Clovis Morales
Clovis Morales Chávez (ur. 27 lutego 1949 w Tegucigalpie) – honduraski lekkoatleta, olimpijczyk. Rekordzista kraju.
Reprezentował Honduras na pierwszych dla tego kraju igrzyskach olimpijskich (Meksyk 1968). Wystąpił tam jedynie w eliminacjach biegu na 5000 metrów. W swoim wyścigu zajął ostatnie czternaste miejsce (18:40,13) z bardzo dużą stratą do przedostatniego zawodnika (półtorej minuty do Banjamina Silvy-Netto z Filipin). Jego wynik okazał się najgorszym rezultatem eliminacji (przedostatni czas osiągnął rodak Juan Valladares).
Rekord życiowy w biegu na 5000 metrów: 15:08,3 (1977). Startował także w biegach na 10 000 metrów czy w maratonach. W 1977 roku w biegu na 10 000 metrów osiągnął rezultat 30:44,8, zaś w maratonie (w tym samym roku) osiągnął wynik 2:17:49.